# Physalis amphitricha
Physalis amphitricha là loài thực vật có hoa trong họ Cà. Loài này được (Bitter) Standl. & Steyerm. miêu tả khoa học đầu tiên năm 1947.